# Alexandros Papanastasiou

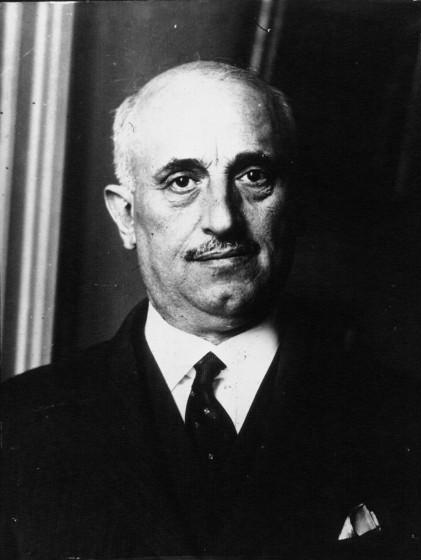
Alexandros Papanastasiou in 1932.

Alexandros Papanastasiou (Grieks: Ἀλέξανδρος Παπαναστασίου) (Tripolis, 8 juli 1876 - Athene, 17 november 1936) was een Grieks politicus, socioloog en eerste minister.

## Levensloop

### Jeugd
Alexandros Papanastasiou was de zoon van het Griekse parlementslid Panagiotis Papanastasiou. Hij bracht delen van zijn kindertijd door in Kalámata (1876-1883) en Piraeus (1883-1889). Hij studeerde rechten aan de Universiteit van Athene (1895-1898) en kreeg in 1899 zijn doctoraat en in 1901 zijn licentie. Daarna studeerde hij sociale wetenschappen, rechten en filosofie aan de Humboldtuniversiteit in Berlijn en aan de Ruprecht-Karls-universiteit in Heidelberg. In 1905 ging hij naar Londen en later naar Parijs om zijn studies verder te zetten en dat deed hij tot in 1907, het jaar dat hij besliste om terug naar Griekenland te gaan.

### Politieke carrière
In 1910 werd Papanastasiou verkozen in het Parlement van Griekenland. Hij vocht voor de agrarische hervormingen in Thessalië in verband met de afbraak van grote boerderijen die bestonden uit de tijd dat Griekenland geregeerd werd door het Ottomaanse Rijk en de lokale boeren verkavelde. In 1916 trad toe tot de regering van Nationale Verdediging van Eleftherios Venizelos in Thessaloniki die Griekenland in de Eerste Wereldoorlog aan de zijde van de geallieerden wou brengen. Hij was belast met het gouverneurschap van de Ionische Eilanden.
Na de Eerste Wereldoorlog nam Papanastasiou deel aan verschillende regeringen van Eleftherios Venizelos als minister van Transport, Nationale Gezondheid en Binnenlandse Zaken. Nadat de Liberale Partij van Venizelos in 1920 de verkiezingen verloor, verliet Venizelos Griekenland. Papanastasiou bleef in Griekenland en bekritiseerde de Volkspartij-regeringen van respectievelijk Dimitrios Rallis, Nikolaos Kalogeropoulos, Dimitrios Gounaris, Nikolaos Stratos en Petros Protopapadakis voor hun behandelingen tegen de voor Griekenland slecht verlopende Grieks-Turkse Oorlog van 1919-1922.
Samen met anderen publiceerde hij een document dat de monarchie bekritiseerde. Wegens majesteitsschennis zat Papanastasiou enkele maanden in de gevangenis.
Na het einde van de Volkspartij-regeerperiode vormde Papanastasiou op 12 maart 1924 een regering die op 25 maart een republiek uitriep. Dit werd in een volksraadpleging op 13 april 1924 bevestigd. Op 24 juli 1924 eindigde zijn mandaat van premier. Tijdens deze periode deed Papanastasiou ook voorstellen om een universiteit in Thessaloniki op te richten, de gemeenschap te erkennen, de moderne Griekse taal in te voeren en onderwijscentra voor volwassenen op te richten. In 1926 richtte Papanastasiou de Democratische Unie op.
Van 1926 tot 1928 was hij minister van Landbouw. Als minister was hij betrokken bij de oprichting van de Landbouwbank van Griekenland.
Van 26 mei 1932 tot 5 juni 1932 was Papanastasiou voor een korte periode opnieuw eerste minister. In 1936 werd hij door het regime van Ioannis Metaxas onder huisarrest geplaatst. In november van hetzelfde jaar stierf hij aan een hartinfarct.
- Bibliothèque nationale de France: cb17044056j (data)
- Gemeinsame Normdatei: 103572635
- International Standard Name Identifier: 0000 0001 1768 2077
- Library of Congress Control Number: n85183113
- Nederlandse Thesaurus van Auteursnamen: 239565835
- Virtual International Authority File: 66883142
- WorldCat: E39PBJyCytf43WYWtghf8k3WjC